# Tūk Tūkāb
Tūk Tūkāb (persiska: تُوك تُوك آب, تُك تُكاب, توک توکاب, Towk Towk Āb) är en ort i Iran.   Den ligger i provinsen Khuzestan, i den västra delen av landet, 400 km sydväst om huvudstaden Teheran. Tūk Tūkāb ligger 377 meter över havet och antalet invånare är 166.
Terrängen runt Tūk Tūkāb är platt åt nordväst, men åt sydost är den kuperad. Runt Tūk Tūkāb är det ganska tätbefolkat, med 72 invånare per kvadratkilometer. Närmaste större samhälle är Ḩoseynīyeh, 2,0 km söder om Tūk Tūkāb. Omgivningarna runt Tūk Tūkāb är i huvudsak ett öppet busklandskap.